# Ostwald
Ostwald es una comuna de Francia del departamento de Bajo Rin (Bas-Rhin), en la región de Alsacia. Forma parte de la Comunidad urbana de Estrasburgo.

## Historia
El nombre antiguo de Ostwald, Wickersheim, es citado por primera vez en una carta del emperador Carlos III el Gordo en el 884. En tiempos del emperador Federico I Barbarroja, dentro del ámbito del Sacro Imperio Germánico, los Hohenstaufen construyen un castillo al borde del Ill. En el 1285, la ciudad es adquirida por la familia Zorn de Estrasburgo y toma el nombre de Illwickersheim, también a veces documentado como Sankt Ostwald según el nombre de una parroquia.
La peste de 1348 y las razias de mercenarios de 1365 y 1376, diezman la población.
En 1418 la ciudad de Estrasburgo se convierte en la propietaria de Illwickersheim, al mismo tiempo que es adquirida Illkirch y Graffenstaden.
En Illkirch tiene lugar en 1681 el acta de anexión de Alsacia al reino de Francia, tras lo cual se instaura en Illwickersheim un período de paz y prosperidad, con la introducción del cultivo de la patata, que verá aumentar la extensión de la ciudad y recuperar su población. Un nuevo cambio de denominación bajo influencia de misioneros irlandeses da el nombre de Oswald, en honor a un rey santo sajón.
Tras la Revolución francesa, el nombre se fija en Ostwald y durante el siglo XIX, la población se doblará pasando de 657 habitantes en 1806 a 1290 en 1895. Ostwald se independiza mientras se desarrolla la industria en torno a la Société Alsacienne de Construction Mécanique (S.A.C.M.), la agricultura y los servicios, como la Colonie agricole, nombre de un centro de internamiento para menores. 
En 1912 se abrió a explotación una cantera, creando numerosos empleos, mientras que la comuna de Ostwald desarrollaba y aumentaba sus infraestructuras. La Segunda Guerra Mundial supuso un retroceso y un bombardeo el 25 de septiembre de 1944 redujo su población. 
Durante la posguerra, se multiplicaron las viviendas individuales y en 1946 ya se contaba con 3.200 habitantes. En 1954 la Société de Construction d'Ostwald (S.C.O.) construye edificios para viviendas sociales. El desarrollo urbano de los años 1960 y 1970 provoca la extensión de nuevos barrios como el de Wihrel y la construcción de equipamientos, como colegios y guarderías. El crecimiento de la población es rápido pasando de 3.584 habitantes en 1954, 9.900 en 1982 a 10.820 en 1999.
En los años 1980 se construyó un parque de actividades comerciales, La Vigie que aglutina a más de 40 empresas de distribución. A pesar de ello, todavía se cuentan 180 establecimientos comerciales y artesanos en el centro urbano.